# Ervin Acél
Ervin Acél (Timişoara, 3 de juny de 1935 - Viena, 24 d'agost de 2006), director d'orquestra i pedagog distingit, era un ciutadà romanès d'origen jueu hongarès.

## Biografia

### Educació[1]
Ervin Acél va néixer a Timişoara i va estudiar a la seva ciutat natal, així com a Bucarest des de 1953 fins a 1958 al conservatori Ciprian Porumbescu i a Cluj-Napoca al conservatori "Gh. Dima" els estudis de direcció d'orquestra. Els seus mestres van ser Víctor Iusceanu (teoria de la música), Paul Constantinescu (harmonia), Silvia Cǎpǎṭânǎ (piano), Adriana Sachelarie i George Breazul (història de la música), Constantin Silvestri, Ion Vicol, Antonin Ciolan i Anton Ronai (direcció); va donar classes magistrals amb el director francès, Jean Fournet i la Filharmònica de la Ràdio Holandessa (Radio Filharmonisch Orkest Holland).

### Debut i director d'orquestra a Oradea[1][2]
Acél va començar la seva carrera com a director a Botosani el 4 d'octubre de 1960, on va estar en actiu fins al 1963 on també treballa com a professor de piano.
El 1965 es va convertir en cap de l'Orquestra Filharmònica d'Oradea (Filarmonica De Stat Oradea/Nagyvárady Állami Filharmónia), on va romandre fins a 1992. També va actuar director administratiu de 1980 fins a 1989. Sota el seu lideratge, el conjunt s'ha convertit en una de les principals orquestres de Romania. A més dels seus nombrosos concerts, va publicar al voltant de 30 enregistraments de gramòfon. Durant el seu mandat, es va prestar especial atenció a dos importants compositors que havien viscut a Oradea: Carl Ditters von Dittersdorf i Michael Haydn. Va gravar nombroses obres de Michael Haydn, registres que abans eren desconeguts.
Per un breu període entre 1981 i 1983 va ser el director de l'Òpera i Ballet de l'Estat d'Istanbul.

### Anys a Szeged[1]
De 1991 a abril de 1999 va ser el director titular de l'Orquestra Simfònica de Szeged (Szegedi Szimfonikus Zenekar), la segona orquestra més important d'Hongria. Les seves actuacions van tindre un gran èxit popular i durant aquest període, va realitzar un repertori més eclèctic que va des del barroc fins a la música moderna. Ha col·laborat amb artistes tan coneguts com: Mario del Monaco, Irene Oriver, Igor Oistrakh, Robert Soetens, Monique Haas, Magda Tagliaferro, Rosa Fein, Katia Ricciarelli, Ryszard Bakst, Dimitri Alexeev, Antonio Barbosa, Sebastian Benda, Takeihiro Hirai i molts altres. Amb aquesta orquestra va realitzar una gira extensa, donant concerts el 1997 a Portugal (on es va presentar amb la mezzo-soprano Agnès Baltsa), Rússia, Itàlia i Corea. També va dirigir l'Orquestra Estatal Saxona de Dresde (Sächsische Staatskapelle Dresden), l'Orquestra Filharmònica de Washington (Washington Philharmonic Orchestra), l'Orquestra Simfònica de Columbus (Columbus Symphony Orchestra) i va participar en nombrosos festivals internacionals com el "Giornale Musicale di Vicenza", i el Conservatori de Santa Cecília a Roma.
Acél era un consumat mestre de l'estil clàssic vienès, donant resultats notables de la música de Haydn, Mozart, Beethoven, Schubert, Brahms i Richard Strauss. Posseïa una tècnica de realització fabulosa, un temperament artístic extraordinari, i un refinat sentit per al so orquestral, l'equilibri i el color, també va ser un intèrpret inspirat del repertori rus i francès i, a més, un especialista de la música de Béla Bartók.

### Docència a Viena[8]
Ervin Acél va ser un destacat docent de la direcció orquestral, en primer lloc va organitzar classes magistrals per als directors joves a Romania (Băile Felix) des de 1983, a Hongria (Szeged) des de 1992 a 1999, i a Àustria (Viena) a partir de 1996. Aquests cursos es van fer molt coneguts a nivell internacional, atraient a nombrosos estudiants d'arreu del món. Acel, un poliglot, va establir una relació fàcil amb els grups multinacionals dels estudiants, alternant amb facilitat entre anglès, alemany, italià, francès i també les seves dues llengües maternes, hongarès i romanès. El seu mètode d'ensenyament era molt considerat i els resultats, impressionants. Va ser molt admirat i estimat pels seus alumnes, a qui va anomenar "els meus fills". Des de 1996, va ensenyar Acél direcció d'orquestra en la famosa Universität für Musik und darstellende Kunst de Viena (antigament l'Acadèmia de Música i en l'actualitat la Universitat de Música de Viena) en conjunt amb el director austríac, Leopold Hager, fins que va morir el 2006. Durant aquest període també va donar classes magistrals d'estiu a Viena, a la Musikseminar Wiener i també a Itàlia.
A Itàlia va actuar a Castelgandolfo, a Roma per al Papa Joan Pau II, interpretant les Danses de Galánta de Zoltán Kodály amb la Philharmonia Hungarica. A més de les seves responsabilitats docents a Viena, les va seguir duent a terme a Oradea (des de 1999), Satu Mare, Timişoara i altres ciutats romaneses i hongareses, així com una gira per Àsia (Corea, Taiwan, Japó).
Després d'una llarga malaltia. Acel va morir el 24 d'agost de 2006 a Viena. Va ser soterrat a Kőszegszerdahely prop de Kőszeg (Hongria).
Va gravar no menys de 40 enregistraments, dels quals, però, només 8 han aparegut en CD.